# Janez Primožič (alpinist)
Janez Primožič, slovenski alpinist in gorski vodnik.
Primožič se je z alpinizmom začel ukvarjati pri sedemnajstih letih. Alpinist je od leta 1984. Trenutno je predsednik GRS Tržič.

## Pomembnejši vzponi
- 1993: Tržiška smer (soplezalec Slavko Rožič)  in Spominska smer dr. Ažmana (soplezalec Filip Bence. Obe sta  prvenstveni smeri v steni Velikega Draškega vrha.[3]
- 1994: Poljska smer v vzhodni steni Aconcague, skupaj s Filipom Bencetom.[4]
- 2013: Amadablam[5]